# Demografie Israels
Die Demografie Israels betrachtet die Wirkung natürlicher und künstlicher Veränderungsfaktoren auf die Bevölkerung in Israel. Ein Hauptakteur ihrer Datenerhebung ist das Israelische Zentralbüro für Statistik.

## Allgemein
2014 zählte Israel 8.222.700 Einwohner, rund 6.135.000 (rund 75,0 %) davon Juden und 1.694.000 (20,7 %) israelische Araber. Andere Einwohner sind rund 351.000 (4,3 %). Israel ist der einzige Staat der Welt, in dem Juden die Bevölkerungsmehrheit stellen. Die jüdische Bevölkerung besteht unter anderen aus Aschkenasim, Misrachim, Sephardim, jemenitischen Juden und äthiopischen Juden. Die meisten arabischen Israelis sind sesshafte Muslime, es gibt aber auch einen nicht geringen Anteil an Beduinen, Christen und Drusen. Zu den Minderheiten in Israel gehören Samaritaner, Aramäer, Armenier, Tscherkessen und Roma. Seit den 2000er Jahren leben in Israel auch mehrere Tausend asiatische Arbeitsmigranten und Asylbewerber aus Afrika.
Auf die Einwohnerzahl bezogen stand Israel 2014 an 96. Stelle aller Länder direkt hinter Österreich und vor der Schweiz.
Die Staatsangehörigkeit wird durch Geburt oder Einbürgerung erworben. Durch das Rückkehrgesetz können grundsätzlich alle Juden, die nach Israel einwandern, die israelische Staatsbürgerschaft bekommen, wobei eine doppelte Staatsangehörigkeit möglich ist.
Das Land wird zu den dichter besiedelten Ländern Asiens gezählt und weist 2020 mit voraussichtlich nahezu 2,6 Kindern im Leben einer Frau die höchste Fertilitätsrate der Industriestaaten auf. Die Lebenserwartung in Israel gehört zu den höchsten der Welt und betrug im Jahr 2014 81,28 Jahre: 83,61 Jahre für Frauen und 79,05 Jahre für Männer.

### Bevölkerungswachstum
| Bezirk            | 2010      | 2010 | 2011      | 2011 | 2012      | 2012 | 2013      | 2013 |
| ----------------- | --------- | ---- | --------- | ---- | --------- | ---- | --------- | ---- |
| Bezirk Jerusalem  | 945.000   | 2,3  | 968.800   | 2,5  | 987.400   | 2,0  | 1.008.400 | 2,1  |
| Nordbezirk        | 1.279.200 | 1,7  | 1.304.600 | 2,0  | 1.320.800 | 1,6  | 1.341.500 | 1,6  |
| Bezirk Haifa      | 913.000   | 1,6  | 926.700   | 1,5  | 939.000   | 1,5  | 951.900   | 1,4  |
| Zentralbezirk     | 1.854.900 | 2,2  | 1.894.400 | 2,1  | 1.931.000 | 2,2  | 1.976.300 | 2,3  |
| Bezirk Tel Aviv   | 1.285.000 | 0,6  | 1.295.000 | 0,8  | 1.318.300 | 1,1  | 1.331.300 | 1,0  |
| Südbezirk         | 1.106.900 | 2,1  | 1.121.600 | 1,3  | 1.146.600 | 2,0  | 1.168.600 | 1,9  |
| Judäa und Samaria | 311.100   | 4,9  | 325.500   | 4,6  | 341.400   | 5,0  | 356.500   | 4,4  |
| Total             | 7.695.100 | 1,9  | 7.836.600 | 1,8  | 7.984.500 | 1,9  | 8.134.500 | 1,9  |

Bevölkerungswachstum Israels seit 1948

Im Juni 2013 legte das israelische Zentralbüro für Statistik einen Bericht vor, der das Wachstum der israelischen Bevölkerung auf 11,4 Millionen Einwohner bis zum Jahr 2035 schätzt. Die jüdische Bevölkerung wird demnach auf 8,3 Millionen heranwachsen, aber nur noch 73 % der Gesamtbevölkerung stellen. Die arabische Bevölkerung wird auf 2,6 Millionen oder 23 % heranwachsen. Etwa 2,3 Millionen Menschen werden Muslime sein und 20 % der Bevölkerung stellen. Die Drusen werden auf 185.000 und die restlichen Christen auf 152.000 heranwachsen. Der Anteil der ultraorthodoxen Juden soll von 10 % auf 30 % der jüdischen Bevölkerung anwachsen. Das im Vergleich zu ähnlich entwickelten Staaten hohe Bevölkerungswachstum in Israel soll auch religiöse Gründe haben: Jüdischen und muslimischen Israelis gehe es bei ihrem „Wettbewerb der Fruchtbarkeit“ um Verjüngung und Vermehrung, manche sprächen sogar von einem „demografischen Krieg“.

### Bevölkerungsdichte

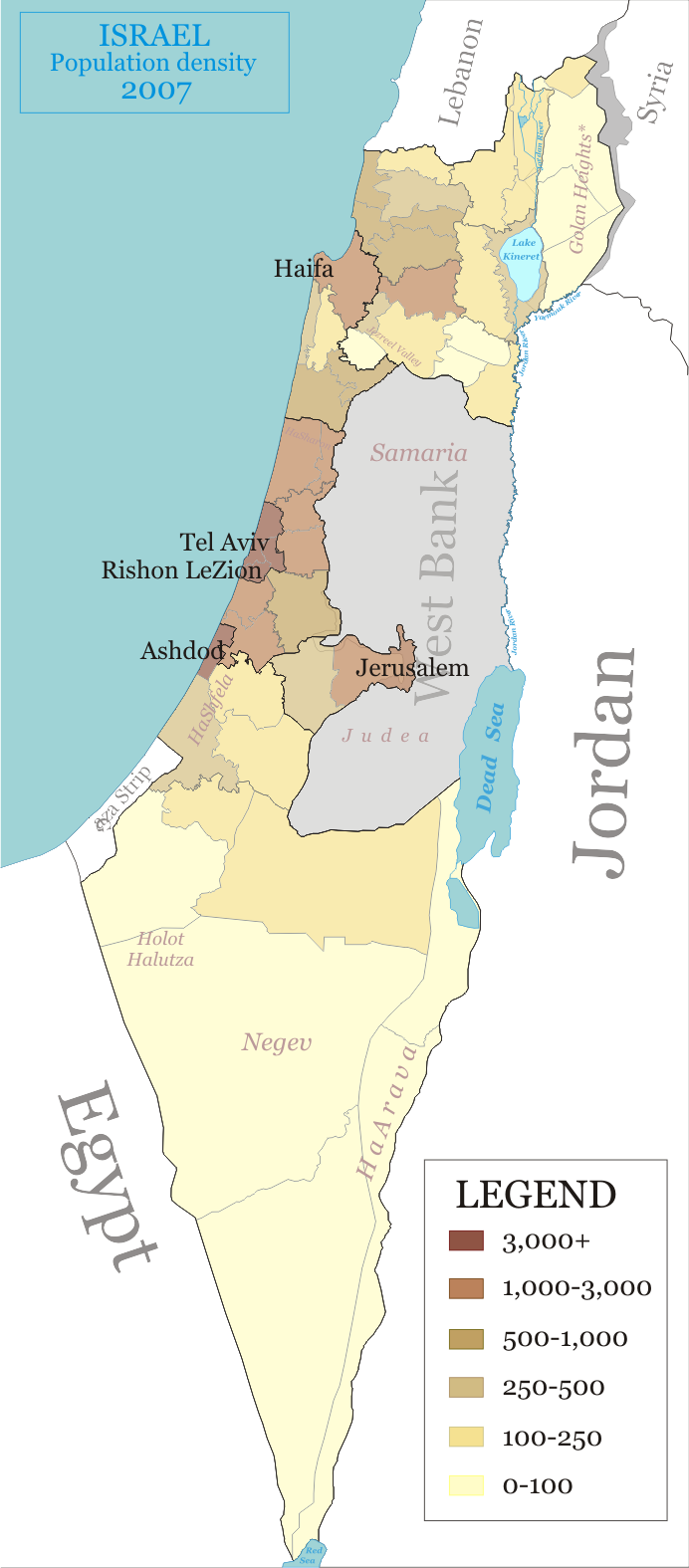
Bevölkerungsdichte Israels 2008

Im Jahr 2011 betrug die Bevölkerungsdichte 347 Einwohner pro km² (ohne Judäa und Samaria), verglichen mit 288 Einwohnern pro km² im Jahr 2000.
Die höchste Bevölkerungsdichte wies der Bezirk Tel Aviv (7522 Einwohner pro km²) auf. Auch eine relativ hohe Bevölkerungsdichte hat
- der Bezirk Jerusalem (1484 Einwohner pro km²) und
- der Zentralbezirk (1464 Einwohner pro km²).

Die niedrigste Bevölkerungsdichte haben
- der Nordbezirk (292 Einwohner pro km²) und
- der Südbezirk (79 Einwohner pro km²).

Die höchste Bevölkerungsdichte hat mit 22.145 Einwohnern pro km² die vorwiegend von ultra-orthodoxen Juden bewohnte Stadt Bnei Berak bei Tel Aviv.

### Geburten- und Todesrate
Die folgenden Informationen stammten aus dem Statistical Abstract of Israel.
| Population | 2010 | 2011 | 2012 | 2013 | 2015 | 2016 | 2018 | 2019 |
| ---------- | ---- | ---- | ---- | ---- | ---- | ---- | ---- | ---- |
| Juden      | 2,97 | 2,98 | 3,04 | 3,05 | 3,13 | 3,16 | 3,17 | 3,09 |
| Muslime    | 3,75 | 3,51 | 3,54 | 3,35 | 3,32 | 3,29 | 3,20 | 3,16 |
| Drusen     | 2,48 | 2,33 | 2,26 | 2,21 | 2,19 | 2,21 | 2,16 | 2,02 |
| Christen   | 2,14 | 2,19 | 2,17 | 2,13 | 2,12 | 2,05 | 2,06 | 1,80 |
| Andere     | 1,64 | 1,75 | 1,68 | 1,68 | 1,72 | 1,64 | 1,54 | 1,45 |
| Total      | 3,03 | 3,00 | 3,05 | 3,03 | 3,09 | 3,11 | 3,09 | 3,01 |

| Population | 2010 | 2011 | 2012 | 2013 |
| ---------- | ---- | ---- | ---- | ---- |
| Juden      | 21,0 | 20,8 | 21,1 | 21,0 |
| Muslime    | 27,8 | 26,3 | 26,3 | 24,9 |
| Drusen     | 20,0 | 19,2 | 18,2 | 17,7 |
| Christen   | 16,5 | 16,8 | 16,6 | 16,3 |
| Total      | 21,8 | 21,4 | 21,6 | 21,3 |

| Population | 2010 | 2011 | 2012 | 2013 |
| ---------- | ---- | ---- | ---- | ---- |
| Juden      | 5,9  | 6,0  | 6,1  | 5,9  |
| Muslime    | 2,5  | 2,6  | 2,6  | 2,5  |
| Drusen     | 3,0  | 2,9  | 3,2  | 2,9  |
| Christen   | 5,0  | 4,7  | 5,1  | 4,8  |
| Total      | 5,2  | 5,3  | 5,3  | 5,2  |

| Population | 2010 | 2011 | 2012 | 2013 |
| ---------- | ---- | ---- | ---- | ---- |
| Juden      | 15,1 | 14,7 | 15,0 | 15,1 |
| Muslime    | 25,3 | 23,8 | 23,7 | 22,4 |
| Drusen     | 17,0 | 16,3 | 15,0 | 14,8 |
| Christen   | 11,5 | 12,1 | 11,5 | 11,5 |
| Total      | 16,6 | 16,1 | 16,3 | 16,1 |

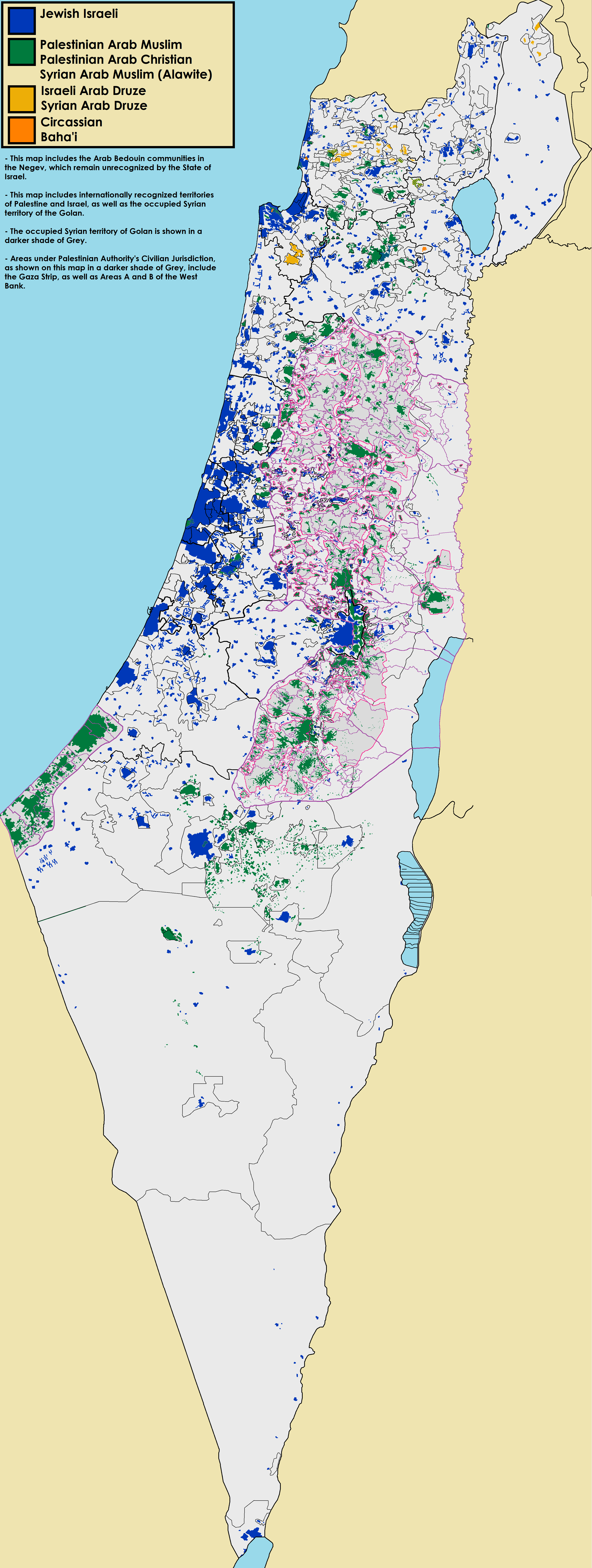
Ethnographische Karte Israels, mit Westjordanland und Gazastreifen

Im Jahr 2007 betrug die Fertilitätsrate in Israel 2,9 Kinder während des gebärfähigen Alters einer Frau. 2017 hatte sich dieser Wert auf 3,11 erhöht. 2018 hatten unter den Industriestaaten nur Israel und Frankreich eine Fertilitätsrate, unter der die Bevölkerung langfristig nicht schrumpft. Unter der muslimisch-arabischen Bevölkerung und unter den ultraorthodoxen Juden (Haredim) war in jüngerer Zeit ein Rückgang der Fruchtbarkeitsrate zu verzeichnen. Die der Muslime sank von 4,6 im Jahr 2005 auf 3,5 im Jahr 2010 und die der ultraorthodoxen Juden von 7,5 auf 6,5. Bei den Beduinen in der Negevwüste sank sie von durchschnittlich zehn Kindern 1998 auf 5,7 im Jahr 2009 ebenfalls. Vermutlich wird 2020 die Fertilitätsrate in Israel 2,6 Kinder je Frau betragen (zum Vergleich: Frankreich 2,1 und Deutschland 1,5).

### Immigration
Das Rückkehrgesetz, das von der Knesset am 5. Juli 1950 verabschiedet wurde, erlaubt Personen, die jüdischer Herkunft oder jüdischen Glaubens sind, sowie deren Ehepartnern die Einwanderung nach Israel. Mit der Einwanderung wird die israelische Staatsbürgerschaft verliehen.

### Altersstruktur

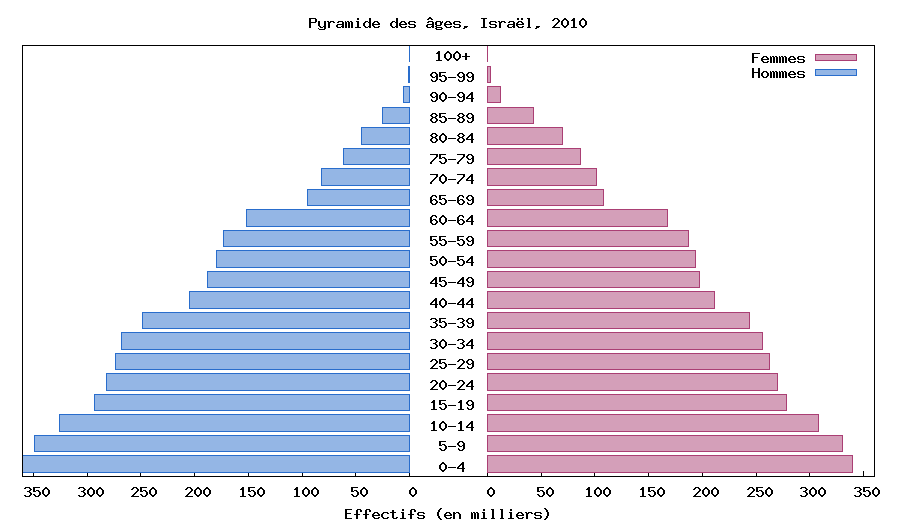
Bevölkerungspyramide aus 2010

- 0–14 Jahre: 26,1 % (Männer 858.246/Frauen 818.690)
- 15–64 Jahre: 64,2 % (Männer 2.076.649/Frauen 2.046.343)
- 65 Jahre und mehr: 9,8 % (Männer 269.483/Frauen 357.268) (2007)

Durchschnittsalter nach Religion
- Total: 29,7 Jahre
- Juden: 31,6 Jahre
- Muslime: 21,1 Jahre

## Statistik

### Einwohner in Israel
| Jahr        | 1961 | 1962 | 1963 | 1964 | 1965 | 1966 | 1967 | 1968 | 1969 | 1970 | 1971 | 1972 | 1973 | 1974 | 1975 | 1976 | 1977 | 1978 | 1979 |
| Anzahl      | 2,19 | 2,29 | 2,38 | 2,48 | 2,56 | 2,63 | 2,75 | 2,80 | 2,88 | 2,97 | 3,07 | 3,15 | 3,28 | 3,38 | 3,46 | 3,53 | 3,61 | 3,69 | 3,79 |
| Veränderung | 3,36 | 4,94 | 3,75 | 4,04 | 3,56 | 2,58 | 4,41 | 2,11 | 2,64 | 3,37 | 3,19 | 2,57 | 4,13 | 3,02 | 2,31 | 2,26 | 2,26 | 2,13 | 2,60 |

| Jahr         | 1980 | 1981 | 1982 | 1983 | 1984 | 1985 | 1986 | 1987 | 1988 | 1989 | 1990 | 1991 | 1992 | 1993 | 1994 | 1995 | 1996 | 1997 | 1998 | 1999 |
| Anzahl       | 3,88 | 3,96 | 4,03 | 4,11 | 4,16 | 4,23 | 4,30 | 4,37 | 4,44 | 4,52 | 4,66 | 4,95 | 5,12 | 5,26 | 5,40 | 5,55 | 5,69 | 5,84 | 5,97 | 6,13 |
| Veränderung  | 2,43 | 2,01 | 1,90 | 1,84 | 1,32 | 1,78 | 1,56 | 1,63 | 1,67 | 1,71 | 3,14 | 6,20 | 3,52 | 2,69 | 2,62 | 2,70 | 2,65 | 2,53 | 2,31 | 2,58 |
| Geburtenrate | 24,3 | 23,6 | 24,0 | 24,0 | 23,7 | 23,5 | 23,1 | 22,7 | 22,6 | 22,3 | 22,2 | 21,4 | 21,5 | 21,3 | 21,2 | 21,1 | 21,3 | 21,4 | 21,9 | 21,5 |
| Sterberate   | 6,7  | 6,5  | 6,9  | 6,9  | 6,7  | 6,6  | 6,8  | 6,7  | 6,6  | 7,1  | 6,8  | 6,5  | 6,4  | 6,6  | 6,5  | 6,3  | 6,1  | 6,2  | 6,2  | 6,1  |

| Jahr         | 2000 | 2001 | 2002 | 2003 | 2004 | 2005 | 2006 | 2007 | 2008 | 2009 | 2010 | 2011 | 2012 | 2013 | 2014 | 2015 | 2016 | 2017 | 2018  | 2019 |
| Anzahl       | 6,29 | 6,44 | 6,57 | 6,69 | 6,81 | 6,93 | 7,05 | 7,18 | 7,31 | 7,49 | 7,62 | 7,77 | 7,91 | 8,06 | 8,22 | 8,38 | 8,55 | 8,71 | 8,88  | 9,05 |
| Veränderung  | 2,68 | 2,39 | 2,03 | 1,82 | 1,78 | 1,78 | 1,78 | 1,79 | 1,79 | 2,42 | 1,84 | 1,87 | 1,86 | 1,88 | 1,94 | 2,00 | 1,98 | 1,96 | 1,95  | 1,92 |
| Geburtenrate | 21,7 | 21,2 | 21,2 | 21,7 | 21,3 | 20,8 | 21,0 | 21,1 | 21,5 | 21,5 | 21,8 | 21,4 | 21,6 | 21,3 | 21,5 | 21,3 | 21,2 | 21,1 | 20,08 | 20,1 |
| Sterberate   | 6,0  | 5,8  | 5,8  | 5,8  | 5,6  | 5,6  | 5,5  | 5,6  | 5,4  | 5,2  | 5,2  | 5,3  | 5,3  | 5,2  | 5,2  | 5,3  | 5,1  | 5,1  | 5,0   | 5,1  |

| Jahr         | 2020 | 2021 |  |
| Anzahl       | 9,22 |      |  |
| Veränderung  | 1,8  |      |  |
| Geburtenrate |      |      |  |
| Sterberate   |      |      |  |

Erläuterungen: Anzahl: In Millionen, Veränderung: In Prozent, Geburten- und Sterberate: In Promille

Quelle: 1961-2021:

### Ethnische Verteilung

Ethnische Zusammensetzung Israels seit 1948

| Jahr | Gesamt    | Jüdisch   | %    | Arabisch  | %     | Sonstige | %   | Wachstum |
| ---- | --------- | --------- | ---- | --------- | ----- | -------- | --- | -------- |
| 2014 | 8.222.700 | 6.135.000 | 74,6 | 1.694.000 | 20,7  | 351.000  | 4,3 | [ 1 ]    |
| 2019 | 9.021.000 | 6.697.000 | 74,2 | 1.890.000 | 20,95 | 434.000  | 4,8 | 2 %      |
| 2020 | 9.250.000 | 6.841.000 | 74   | 1.946.000 | 21    | 459.000  | 5   | 2,1 %    |
| 2021 | 9.327.000 | 6.984.000 | 73,9 | 1.966.000 | 21    | 467.000  | 5   | 2,1 %    |

## Ethnien

### Juden
Laut dem israelischen Zentralbüro für Statistik waren im Jahr 2008 von Israels 7,3 Millionen Menschen 75,6 Prozent Juden. Unter ihnen waren 70,3 Prozent in Israel geborene Sabras, meist aus der zweiten oder dritten Generation der und der Rest waren Olim, jüdische Einwanderer in Israel.
Innerhalb der jüdischen Bevölkerung wird unterschieden zwischen:
Nach Herkunft:
- Aschkenasim, Einwanderer aus Europa und Amerika und deren Nachkommen
- Sephardim, Einwanderer, deren Vorfahren von der Iberischen Halbinsel stammen
- Beta Israel, andere Bezeichnung Falaschen, Einwanderer aus Äthiopien und deren Nachkommen

Ferner gibt es die Begriffe:
- Misrachim, Einwanderer aus dem vorderen Orient und Nordafrika und deren Nachkommen
- Tzabar, andere Bezeichnung Sabra, Bezeichnung derjenigen Kinder, die im Staat Israel zur Welt gekommen sind.

### Araber

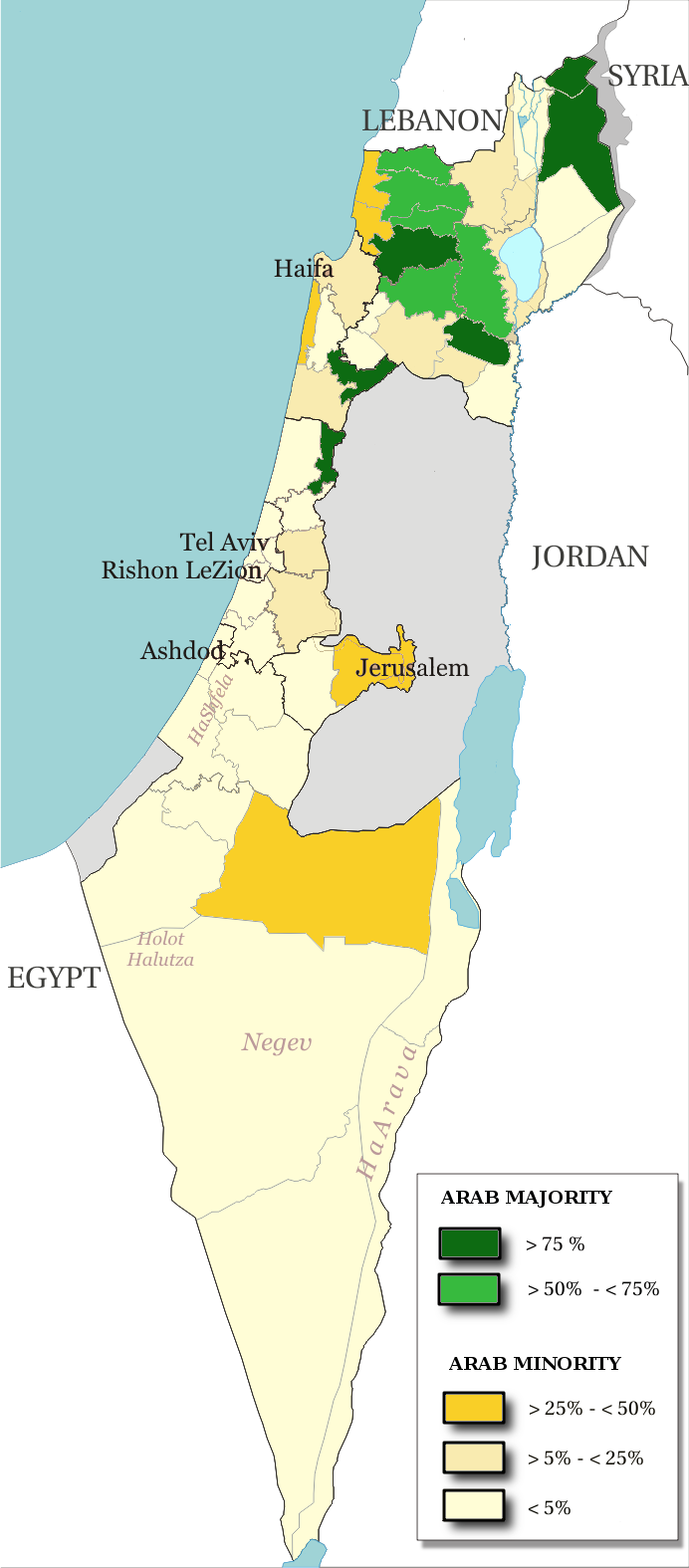
Karte der arabischen Bevölkerung, 2000

Als arabische Israelis werden von offizieller Seite die arabischen Bürger Israels bezeichnet. Sie selbst bezeichnen sich meist als „palästinensische Bürger Israels“. Sie stammen aus dem ehemaligen Völkerbundsmandat für Palästina und sind Nachkommen von im Israelischen Unabhängigkeitskrieg nicht geflüchteten Arabern. Im Jahr 2006 lebten in Israel 1.413.500 arabische Israelis, etwa 20 % der Gesamtbevölkerung. Sie leben vor allem im Norden des Landes, aber auch in Städten wie Jerusalem und Tel Aviv-Jaffa. Mit 82,6 % sind die meisten Araber sunnitische Muslime.

### Christen
In Israel lebt eine bedeutende christliche Minderheit. Etwa 300.000 Christen leben im ganzen Land verteilt. Die meisten von ihnen sind Araber und gehören der Melkitischen Kirche an. Zu den Minderheiten gehören Kopten aus Ägypten, Aramäer und Assyrer mit je 1000 Gläubigen und die Maroniten mit 7000 Gläubigen.

### Flüchtlinge aus Subsahara-Afrika
Seit den 2000er Jahren leben in Israel auch Migranten aus Subsahara-Afrika. Es wird geschätzt, dass es sich hierbei um mindestens 70.000 Afrikaner aus Eritrea, dem Sudan, Südsudan, Äthiopien und der Elfenbeinküste handelt. Mit 40.000 leben die meisten in den südlichen Stadtteilen Tel Avivs und stellen rund zehn Prozent der Stadtbevölkerung. Die Restlichen leben vor allem im Süden des Landes, insbesondere in den Städten Eilat, Arad und Be’er Scheva.
Nach dem Regierungsantritt Benjamin Netanjahus 2009 wurden afrikanische Migranten zunehmend von Polizei- und Armeekräften aufgegriffen und vorübergehend inhaftiert. Die Regierung begann mit Vorbereitungen für Massenabschiebungen in verschiedene afrikanische Länder, die ursprünglich im April 2018 beginnen sollten.
Anfang April 2018 einigte sich die israelische Regierung mit dem UNHCR darauf, 16.250 der betroffenen Afrikaner vom UNHCR in westliche Industriestaaten umsiedeln zu lassen und die übrigen 16.000 in Israel zu verteilen und zunächst für die Dauer von fünf Jahren nicht abzuschieben. Die westlichen Staaten, die die Menschen offenbar aufnehmen sollten, ließen verlauten, nicht informiert worden zu sein. Die Vereinbarung scheiterte nach wenigen Stunden, weil rechtsgerichtete Parteien Regierungschef Netanjahu die Unterstützung versagten. Sie bestanden darauf, sämtliche Personen der Gruppe aus Israel nach Afrika zurückzuschicken, um keine Anreize für künftige Migranten zu schaffen, sich nach Israel zu begeben.

### Weitere ethnische und religiöse Gruppen
Beduinen
Im Süden Israels lebt eine große Zahl von Beduinen. Sie sind Muslime und werden meist zu den Arabern gezählt.
1999 lebten rund 110.000 Beduinen in der Negevwüste, 50.000 in Galiläa und 10.000 im Zentralbezirk.
Ahmadiyya
Die Ahmadiyya-Gemeinde Israels wurde in den 1920er Jahren gegründet. Heute ist Israel das einzige Land im Nahen Osten, wo Ahmadi-Muslime offen ihren Glauben ausüben können, da sie in den muslimischen Staaten nicht als Teil des Islam anerkannt werden. Die Gemeinde hat in Haifa ihren Sitz.
Es ist nicht bekannt, wie viele israelische Ahmadis es genau gibt, die Zahl wird auf 2200 geschätzt.
Drusen
Zu den arabischen Bürgern Israels gehören auch Drusen. Ende 2011 lebten 129.800 Drusen in Israel. Sie sind auf 18 Dörfer und Städte verteilt und leben im Norden des Landes. Die meisten Drusen sind israelische Staatsbürger und ziehen ihrer arabischen Identität die israelische vor. Seit dem Überfall sunnitischer Beduinen mit Unterstützung der syrischen Armee am 13. Juli 2025 auf drusische Siedlungen in Syrien und dem militärischen Einschreiten Israels, dass sich als Schutzmacht der Drusen sieht, kommt es auch langsam zu einem Umdenken in Richtung Zugehörigkeit zu Israel.
Samariter
Die Samariter sind eine ethnisch-religiöse Gruppe der Levante. Sie leben in dem Dorf Kiryat Luza auf dem Berg Garizim bei Nablus im Westjordanland und in der israelischen Stadt Holon bei Tel Aviv. Die meisten der etwa noch 700 Samariter sind israelische Staatsbürger.
Tscherkessen

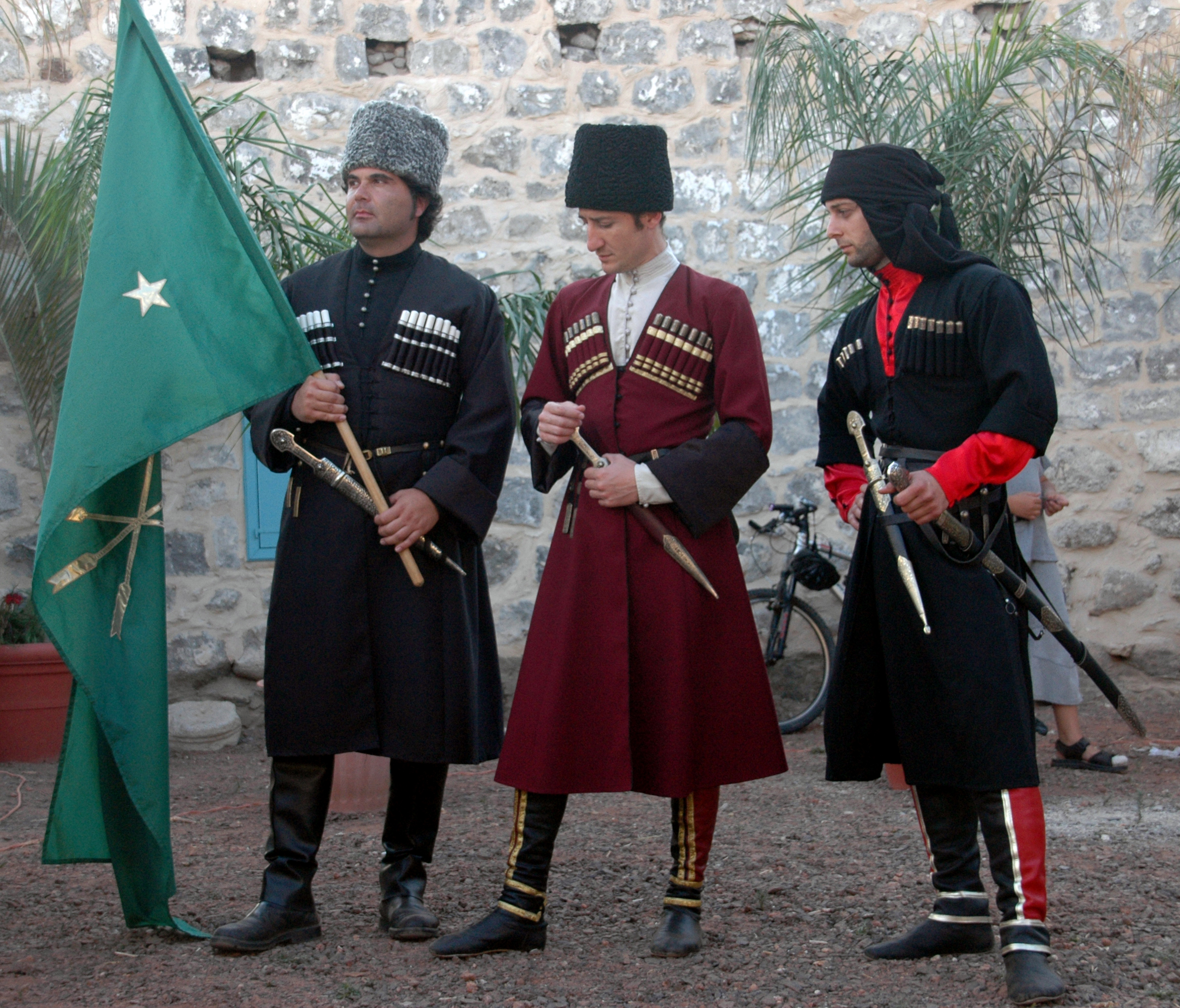
Tscherkessen in Kfar Kama

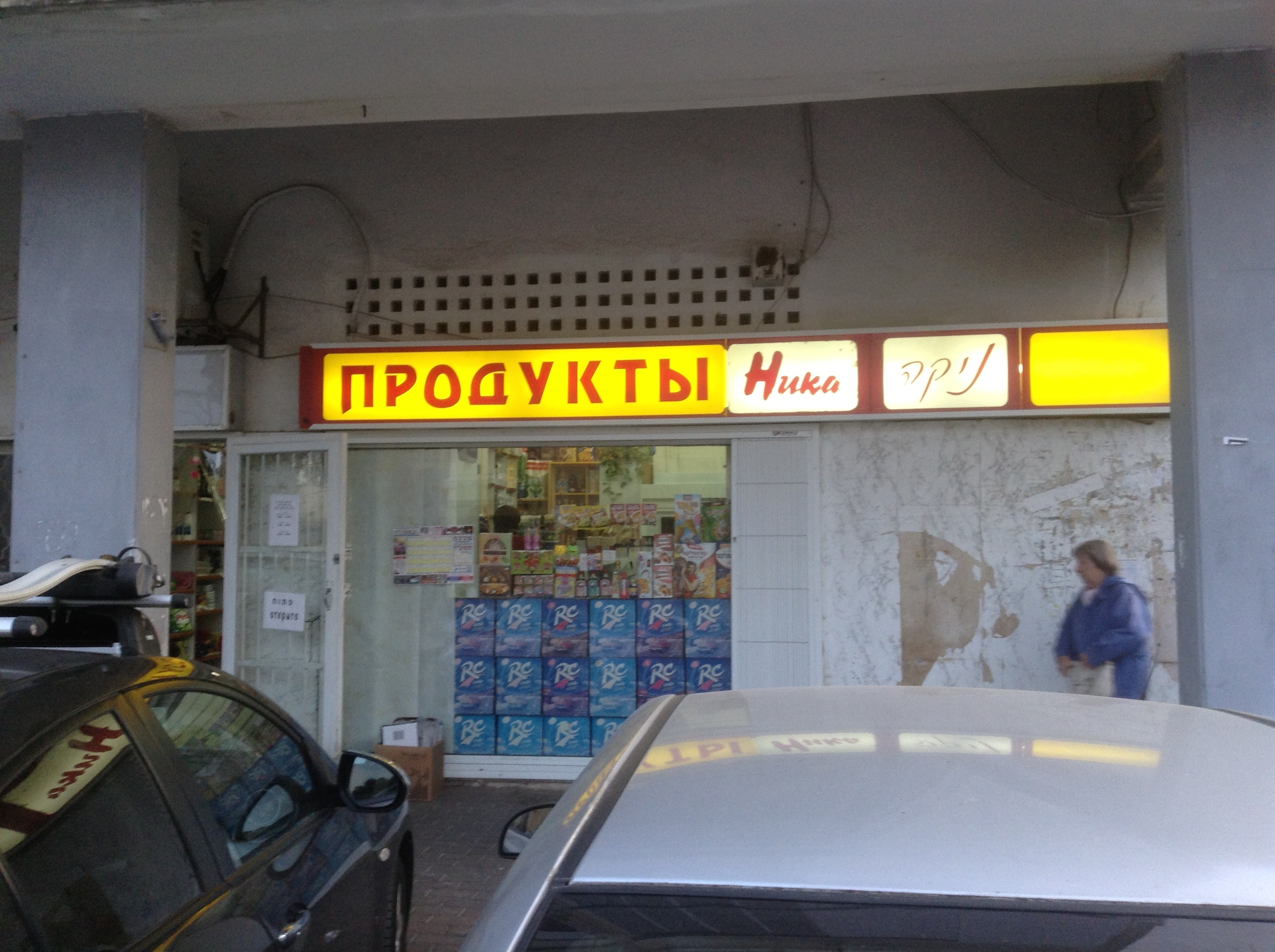
Russischer Laden in Haifa

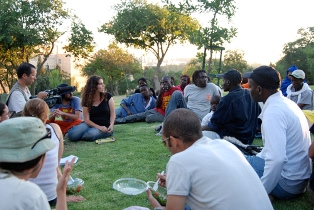
Treffen zwischen sudanesischen Migranten und israelischen Studenten, 2007

In Israel gibt es auch einige tausend Tscherkessen. Ursprünglich im Nordkaukasus zu Hause verließen sie nach dem russisch-kaukasischen Krieg 1864 ihre Heimat. Einige Hundert Tscherkessen wurden nach dem Russisch-Türkische Krieg 1878 vom Osmanischen Reich in Galiläa angesiedelt. Daraus entstanden Siedlungen, die heute in Syrien, Jordanien und Israel liegen. In Israel leben die meisten in den beiden rein tscherkessischen Dörfern Kfar Kama (3000 Einwohner) und Reyhaniye (1000 Einwohner). Sie bewahren dort ihre Traditionen und ihre Kultur. Die israelischen Tscherkessen genießen, wie die Drusen, einen gewissen Sonderstatus. Männliche Tscherkessen sind aber nicht vom Wehrdienst befreit, Frauen schon.
Armenier
In Israel leben etwa 4000 Armenier. Sie leben vor allem im armenischen Viertel von Jerusalem, aber auch in Tel Aviv-Jaffa und Haifa.
Nichtjüdische Einwanderer aus der Sowjetunion
Weitere nichtjüdische Gruppen aus der Sowjetunion sind vor allem Russen und Ukrainer. Zu den Minderheiten gehören Georgier und Finnen. Obwohl die meisten Finnen in Israel entweder finnische Juden oder deren Nachkommen sind, gibt es eine kleine Anzahl von finnischen Christen. Sie zogen vor allem während des Zweiten Weltkriegs aus den von der Sowjetunion im Winterkrieg annektierten Gebieten nach Israel. Insgesamt gibt es in Israel 40.000 nichtjüdische Einwohner aus der ehemaligen UdSSR.
Bahai
In Israel befindet sich in Haifa mit dem Schrein des Bab ein Heiligtum des Bahaitums. Die aus rund 14.000 Menschen (Stand 2000) bestehende ethnische Gruppe besteht aus verschiedenen Gruppen und lebt überwiegend in Haifa.
Ost- und südostasiatische Migranten
In Israel leben etwa 100.000 bis 250.000 Arbeitsimmigranten aus den folgenden Ländern Ost- und Südostasiens: China, Thailand, Vietnam, Japan und den Philippinen. Die älteste Gruppe unter ihnen sind die Vietnamesen, deren Anzahl aber nur auf etwa 200 bis 400 geschätzt wird. Sie wurden von der israelischen Regierung unter Menachem Begin während des Vietnamkriegs in den 1970er Jahren aufgenommen. Die Anzahl der Arbeitsmigranten in agrikulturellen Großbetrieben aus Thailand wird derzeit auf etwa 20.000 geschätzt. Eine weitere wichtige ostasiatische ethnische Gruppe sind die Chinesen. In Israel leben etwa 23.000.
Sinti und Roma
Sinti und Roma kamen in den späten 1940er und den frühen 1950er Jahren nach Israel. Ihre Zahl ist unbekannt. Die meisten kamen aus Osteuropa und Indien. Vor allem Roma werden von Teilen der israelischen Bevölkerung nicht akzeptiert und diskriminiert. Die meisten leben daher eher zurückgezogen.

## Städte und Ortschaften

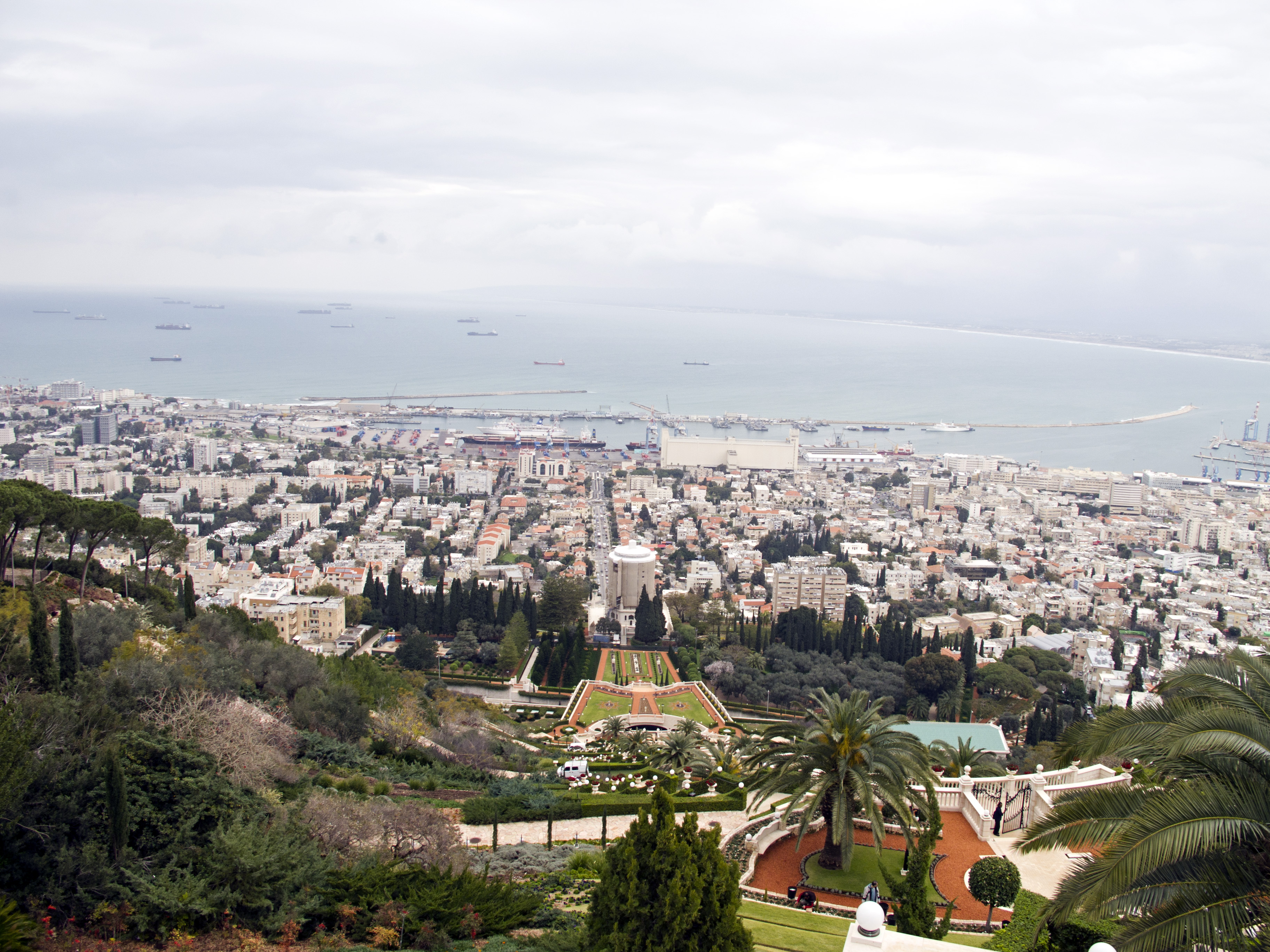
Haifa

Etwa 3,1 Millionen Israelis, etwa 45 % der Gesamtbevölkerung des Landes, lebten 2010 in Großstädten.
Die größten Agglomerationen in Israel waren am 1. Januar 2008:
1. Tel Aviv-Jaffa: 3.268.479 Einwohner
2. Jerusalem: 1.264.640 Einwohner
3. Haifa: 1.182.173 Einwohner

| Stadt          | Einwohner | Bezirk           |
| -------------- | --------- | ---------------- |
| Jerusalem      | 933.200   | Bezirk Jerusalem |
| Tel Aviv       | 405.300   | Bezirk Tel Aviv  |
| Haifa          | 268.200   | Bezirk Haifa     |
| Rischon LeZion | 228.200   | Zentralbezirk    |
| Aschdod        | 208.100   | Südbezirk        |
| Be’er Scheva   | 194.300   | Südbezirk        |

## Religionen
| Jahr | Juden  | Muslime | Christen | Drusen | Andere |
| ---- | ------ | ------- | -------- | ------ | ------ |
| 1950 | 87,8 % | 08,5 %  | 2,6 %    | 1,1 %  | 0,0 %  |
| 1960 | 88,9 % | 07,7 %  | 2,3 %    | 1,1 %  | 0,0 %  |
| 1970 | 85,4 % | 10,9 %  | 2,5 %    | 1,2 %  | 0,0 %  |
| 1980 | 83,7 % | 12,7 %  | 2,3 %    | 1,3 %  | 0,0 %  |
| 1990 | 81,9 % | 14,1 %  | 2,4 %    | 1,7 %  | 0,0 %  |
| 2000 | 77,8 % | 15,2 %  | 2,1 %    | 1,6 %  | 3,2 %  |
| 2010 | 75,4 % | 17,2 %  | 2,0 %    | 1,7 %  | 3,8 %  |
| 2011 | 75,3 % | 17,3 %  | 2,0 %    | 1,7 %  | 3,8 %  |
| 2012 | 75,1 % | 17,4 %  | 2,0 %    | 1,6 %  | 3,9 %  |
| 2013 | 75,0 % | 17,5 %  | 2,0 %    | 1,6 %  | 3,9 %  |

| Religiöses Empfinden | 2008   | 2009   | 2010   | 2011   | 2012   |
| -------------------- | ------ | ------ | ------ | ------ | ------ |
| Liberal              | 41,7 % | 41,4 % | 43,5 % | 42,5 % | 43,9 % |
| Konservativ          | 40,2 % | 38,5 % | 38,1 % | 38,4 % | 36,2 % |
| Orthodox             | 09,8 % | 11,7 % | 09,6 % | 10,0 % | 09,9 % |
| Ultraorthodox        | 08,0 % | 08,2 % | 08,8 % | 08,8 % | 09,4 % |

Atheismus
Die meisten Einwohner Israels sind religiös und glauben an die Existenz Gottes, wobei es große Unterschiede unter den einzelnen Bevölkerungsgruppen gibt. Die Religiosität nimmt in Israel, im Gegensatz zu den meisten anderen Industriestaaten der westlichen Welt, nicht kontinuierlich ab, sondern bleibt konstant.
Bei einer Umfrage 2009 des Guttman Zentrums unter israelischen Juden kam es zur folgenden Verteilung:
- Ich glaube an die Existenz Gottes: 80 %
- Ich glaube nicht an die Existenz Gottes: 20 %

## Eheschließungen und Scheidungen
Im Jahr 2010 gab es in Israel 47.855 Eheschließungen. Zur gleichen Zeit gab es 13.042 Scheidungen.
Ehen innerhalb der jüdischen Bevölkerung werden in der Regel in einem höheren Alter geschlossen, während bei den jungen Israelis im Alter von 25 bis 29 Jahren 64,5 % der Männer und 46,1 % der Frauen unverheiratet waren.
Bei der muslimischen Bevölkerung betrug der Anteil der unverheirateten Männer 44,5 % und der der unverheirateten Frauen 19 %.

## Sprachen
Die am meisten gesprochenen Sprachen sind Hebräisch, Arabisch und Russisch.
Weitere wichtige Sprachen sind Jiddisch, Englisch, Spanisch und Französisch.

### Alphabetisierung
Die Alphabetisierungsrate betrug 2014 97,8 % und war damit die höchste des Nahen Ostens und eine der höchsten Asiens.
- Männer: 98,7 %
- Frauen: 95,8 %

Bei der Alphabetisierung gibt es aber unter den einzelnen ethnischen Gruppen gewisse Unterschiede. Die höchste Rate weisen die israelischen Juden auf.